# Edward Bevan
Edward Vaughan Bevan (3 de noviembre de 1907-23 de febrero de 1988) fue un deportista británico que compitió en remo. Participó en los Juegos Olímpicos de Ámsterdam 1928, obteniendo una medalla de oro en la prueba de cuatro sin timonel.

## Palmarés internacional
| Juegos Olímpicos | Juegos Olímpicos         | Juegos Olímpicos | Juegos Olímpicos   |
| Año              | Lugar                    | Medalla          | Prueba             |
| ---------------- | ------------------------ | ---------------- | ------------------ |
| 1928             | Ámsterdam (Países Bajos) | Medalla de oro   | Cuatro sin timonel |